# Powerbomb
Una powerbomb è una mossa del wrestling professionistico. In una powerbomb standard l'avversario si trova inizialmente in posizione di headscissors (piegato verso il basso con la testa tra le gambe dell'esecutore). L'avversario viene quindi afferrato per i fianchi dall'esecutore che lo solleva sulle proprie spalle, per poi schiacciarlo a terra.
La prima powerbomb ad essere stata eseguita è stata opera di Lou Thesz, leggenda del wrestling del secondo dopoguerra; Thesz, in procinto di eseguire un semplice piledriver, sbagliò clamorosamente l'esecuzione della mossa, schiacciando la schiena dell'avversario a terra.

## Varianti

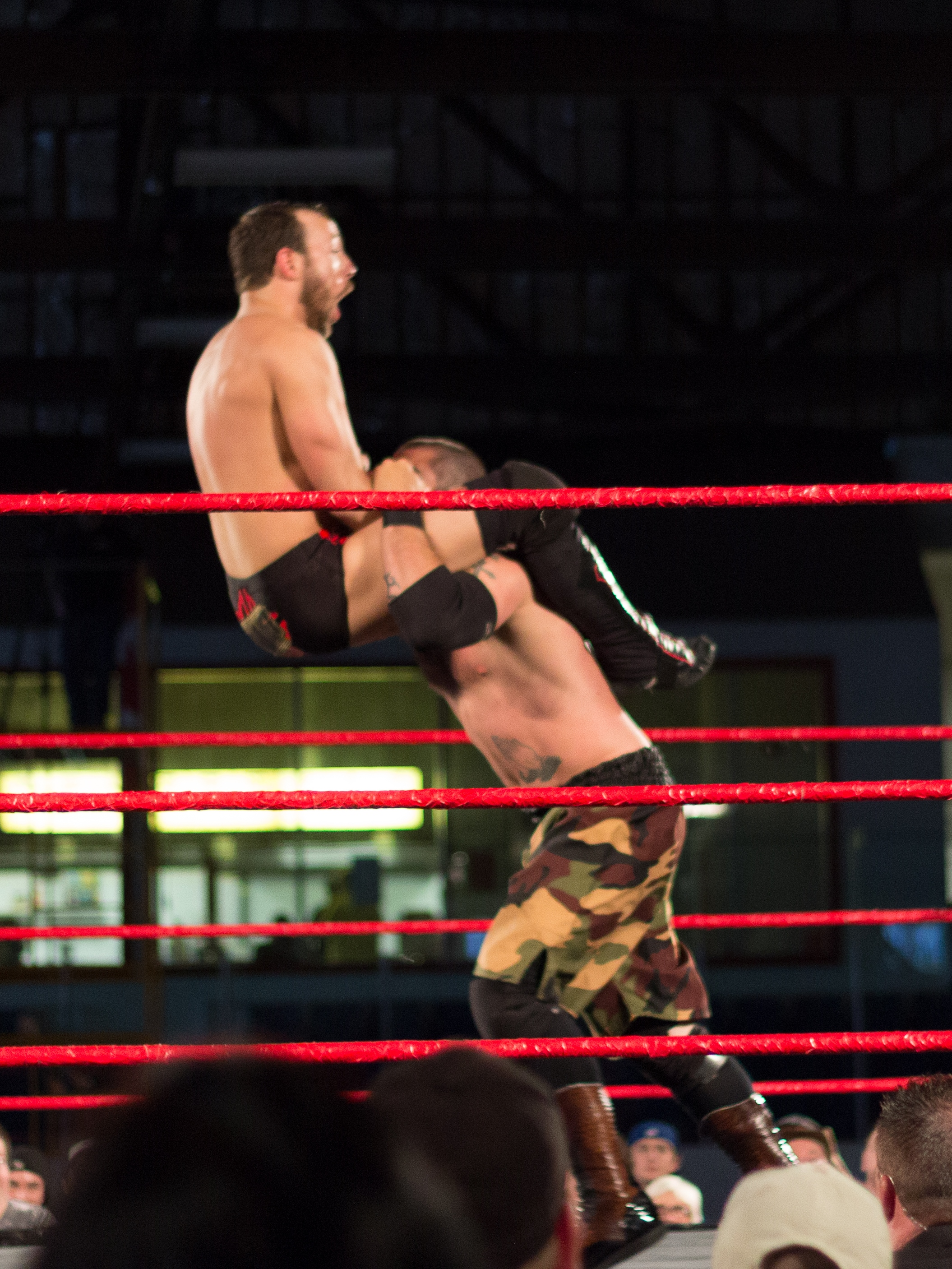
Mark Briscoe effettua una powerbomb

### Crucifix powerbomb
Detta anche cross powerbomb, questa particolare powerbomb prevede che l'esecutore e la vittima si trovino con le schiene a contatto; a questo punto, l'esecutore solleva l'avversario sopra le sue spalle e lo fa cadere in avanti, facendo collidere il collo e la schiena dell'avversario col terreno.

#### Inverted crucifix powerbomb
Variante di una crucifix powerbomb, in cui l'esecutore solleva l'avversario con la schiena rivolta verso di lui e lo fa roteare in aria per farlo atterrare di schiena.

#### Sit out crucifix powerbomb
Consiste nel sollevare l'avversario come una semplice powerbomb, per poi portarlo dietro il proprio collo, in fase finale si alza l'avversario sopra la propria testa e lo sbatte al tappeto come un sit out powerbomb

### Double underhook powerbomb
Conosciuta anche come Tiger Driver o Tiger Bomb. Si posiziona l'avversario con la testa tra le proprie gambe (come per una normale powerbomb), poi si afferrano le sue braccia come per effettuare la Pedigree e si conclude come per una powerbomb classica.

#### Sitout double underhook powerbomb
Variante di una double underhook powerbomb. L'unica differenza è che durante l'esecuzione il wrestler si siede a terra.

#### Kneeling Double Underhook Powerbomb
Un'altra variazione attribuita a Misawa. In questa versione, il lottatore mantiene i ganci del braccio applicati durante l'intero movimento, facendo atterrare l'avversario sulla testa, sul collo e sulle spalle. Il titolo si riferisce alla partita del 29 gennaio 1991 in cui Misawa ha debuttato la manovra contro Akira Taue . [4] Mitsuharu Misawa ha reso popolare la mossa come Tiger Driver 91' . Kota Ibushi usa questa mossa come mossa finale. Masahiro Chono l'ha usata come mossa finale in rare occasioni, la più famosa è stata usata per vincere il primo G1 Climax in assoluto . Raramente viene tentato a causa della natura pericolosa e del fattore di rischio della mossa

### Kneeling Powerbomb
Questa variazione di una powerbomb è simile a una normale powerbomb, tuttavia, invece di rimanere in piedi, il lottatore cade in posizione inginocchiata mentre spinge l'avversario per primo sul tappeto.

### Elevated powerbomb
In questa mossa, che è simile ad una normale powerbomb, l'esecutore, prima di schiacciare a terra l'avversario, stende le proprie braccia in modo da sollevare l'avversario più in alto che in una normale powerbomb, in modo che l'impatto sia ancora più violento.

### Fallaway powerbomb
Si carica in una posizione di powerbomb classica,poi con le braccia si uncina la testa, bloccando l'avversario con una posa che ricorda uno small package, poi ci si lascia cadere all'indietro, facendo sbattere la testa e il collo dell'avversario a terra, il tutto si conclude con un schienamento.

### Ganso bomb
Si imposta una powerbomb e successivamente si scaraventa con forza l'avversario a terra, facendo battere a tappeto il collo e le spalle, mentre l'esecutore resta in piedi.

### Gutwrench powerbomb
Consiste nell'afferrare e sollevare l'avversario per i fianchi e scaraventarlo a terra quando ha la schiena parallela al ring (oppure metterlo sulle proprie spalle come in una normale powerbomb).

### Pop-up powerbomb
L'esecutore afferra l'avversario (la maggior parte delle volte mentre esso corre) e lo solleva in aria con un movimento pop-up, per poi scaraventarlo a terra con una normale powerbomb.

#### Pop-up sitout powerbomb
Variante della prima, l'unica differenza è che ci si siede durante l'esecuzione della mossa.

### Pumphandle powerbomb
L'esecutore blocca l'avversario in una pumphandle (quindi afferrando l'avversario da dietro facendogli passare un braccio tra le gambe, mentre l'altro viene bloccato dal braccio libero dell'esecutore) e poi lo solleva per eseguire una powerbomb.

### Release powerbomb
Versione che pochi lottatori eseguono; si tratta di una powerbomb "rilasciata": l'avversario viene infatti scaraventato a terra lanciandolo di peso.

### Rydeen bomb
In questa mossa l'esecutore solleva l'avversario prendendolo dai fianchi in una classica spinebuster, solo che in questa variante l'esecutore solleva il suo avversario fino a fare arrivare il suo busto all'altezza della faccia e, dopo aver fatto una mezza rotazione di 90 gradi, lo sbatte al tappeto cadendo seduto.

### Sitout powerbomb

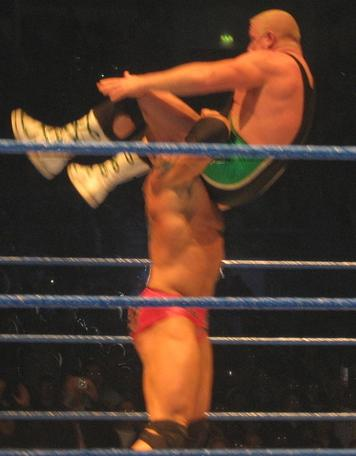
Batista in procinto di effettuare una Batista Bomb su Finlay

Anche chiamata sit-down powerbomb, in questa variante l'esecutore nello schiacciare l'avversario a terra non rimane in piedi ma si siede a terra accompagnando la caduta dell'avversario. Questa manovra può essere eseguita con molte varianti di una powerbomb.
La più comune variazione è quella di una powerbomb standard, dove l'avversario si trova in posizione di headscissors e viene, quindi, sollevato sulle spalle dell'esecutore. A questo punto, l'esecutore schiaccia l'avversario a terra e allo stesso tempo cade in posizione seduta.

### Spin-out powerbomb
Belly-to-back powerbomb per la cui realizzazione si utilizza la stessa posizione iniziale di una back suplex: l'esecutore si porta dietro l'avversario e pone la sua testa sotto un braccio di questi e, quindi, lo solleva utilizzando un braccio attorno alla vita ed uno sotto le gambe. A questo punto, l'esecutore fa eseguire una rotazione di 180° all'avversario, facendolo cadere a terra con la schiena e sedendosi contemporaneamente.
Un'ulteriore variazione della mossa prevede che questa termini in una posizione simile a quella di una inverted side slam, con l'esecutore che termina la manovra in ginocchio e non seduto.

### Sunset flip powerbomb
E una powerbomb che viene eseguita dal paletto o da una scala, raramente in piedi. L'esecutore prende per i fianchi l'avversario e compiendo una capriola scaraventa l'avversario in posizione di schienamento.

#### Leg trap sunset Flip powerbomb
Semplice sunset flip powerbomb solamente utilizzata in corsa.

### Super powerbomb
È una powerbomb che si esegue dalla terza corda.

### Tilt-a-whirl powerbomb
L'avversario, che corre verso l'esecutore, viene abbrancato per i fianchi e compie una rotazione di 360°, finendo con la parte posteriore del corpo sul ring.

### Triple powerbomb
Questa variante è da eseguire in tre. In questo caso due degli esecutori mettono le braccia dell'avversario sulle loro spalle, per poi afferrare le gambe di questo e sollevarlo, portandolo sulle spalle del terzo esecutore, che esegue una normale powerbomb e gli altri due danno una spinta con le braccia, aumentando l'impatto.

### Turnbuckle powerbomb
È una normale powerbomb, dove il wrestler che la subisce viene scaraventato su uno degli angoli del ring.

### Scoop Lift Powerbomb
In questa variazione di una powerbomb un avversario viene prima raccolto in modo che sia orizzontale sul petto di un lottatore attaccante. Il lottatore quindi spinge l'avversario in alto e lo fa girare, in modo che sia seduto sulle spalle del lottatore, prima di sbatterlo a terra con un movimento di powerbomb. È possibile anche una versione seduta. Questa manovra veniva occasionalmente eseguita da "The Alpha Male" Monty Brown e veniva chiamata Alpha Bomb . Raquel Rodriguez usa una versione a un braccio della powerbomb.

### Running Powerbomb
In questa variante della powerbomb, il lottatore corre prima che rilasci l'avversario. Un lottatore può anche sedersi per un tentativo di schienamento.

### Argentine Powerbomb
Il lottatore prima posiziona il suo avversario a faccia in su sulle spalle, come in un rack backbreaker argentino , aggancia la testa con una mano e una gamba con l'altra, e il lottatore poi farà girare la testa dell'avversario lontano da loro, facendo cadere l'avversario. al tappeto. Spesso il lottatore cade in posizione seduta mentre fa girare l'avversario. Innovato da Lioness Asuka , che lo chiamò Towerhacker Bomb e reso popolare da AJ Styles come Rack Bomb .

### Fireman'S Carry Powerbomb
Il lottatore solleva l'avversario sulle spalle, nella posizione di trasporto del pompiere . Il lottatore afferra la gamba vicina dell'avversario con una mano e la testa con l'altra, quindi spinge la parte superiore del corpo dell'avversario verso l'alto e contemporaneamente lo fa girare, facendolo finire davanti al lottatore a faccia in su. Il lottatore quindi si siede o rimane in piedi. Possono anche avvolgere le mani attorno alla parte superiore delle gambe dell'avversario.

### Folding Powerbomb
La mossa vede il lottatore sollevare l'avversario e lasciarlo cadere sul tappeto, mentre scivola in avanti e solleva le gambe dal tappeto, mettendo tutto il suo peso corporeo sopra il lottatore e bloccando così le sue spalle più saldamente contro il tappeto. Reso popolare da Genichiro Tenryu , Toshiaki Kawada e recentemente WALTER . Samoa Joe ha usato questo per passare a una serie di prese di sottomissione.

### Straight Jacket Powerbomb
Conosciuto anche come Pyramid Driver , questa mossa può essere eseguita quando un lottatore solleva l'avversario sulle spalle tra le gambe, ma incrociando entrambe le braccia durante la sua posizione piegata prima, e si lascia cadere sul tappeto con una posizione seduta per impostare un spillo. È stato utilizzato da Super Crazy con il nome chiamato Crazy Bomb e da Claudio Castagnoli in una variante sit-out chiamata Ricola Bomb.

### Thunder Fire Powerbomb
Il lottatore affronta un avversario piegato e lo mette in posizione eretta con le forbici (piegato in avanti con la testa posizionata tra le cosce del lottatore). Il lottatore quindi afferra la parte superiore del busto o la vita dell'avversario e lo solleva sopra una delle spalle del lottatore sulla schiena. Il lottatore quindi si piega in avanti e sbatte l'avversario sul tappeto sulla schiena o sulle spalle. È anche noto come powerbomb sopra la spalla o powerbomb a una spalla. Innovato dal Grande Nita ( Atsushi Onita ). Il defunto Mike Awesome ha usato le versioni in piedi, in corsa e in ginocchio di questa mossa come finisher. Sid Viciousha anche usato la versione in ginocchio di questa mossa come finisher all'inizio della sua carriera e spesso lasciava i suoi avversari al suo fianco invece che in avanti.

### Spinning Powerbomb
Chiamata anche bomba a spirale. Il lottatore solleva l'avversario sulle spalle e gira su diverse rotazioni prima di sedersi e sbattere l'avversario sul tappeto, come in un sitout powerbomb . Una variazione di rilascio vede il lottatore rimanere in piedi o inginocchiato e semplicemente lanciare l'avversario lontano da sé sulla schiena sul tappeto. È anche possibile una variazione gutwrench , con il lottatore che fa cadere l'avversario come in una normale powerbomb gutwrench. Questa manovra è stata usata da Diamond Dallas Page, ma la variazione del sitout è stata resa popolare da Michael Elgin , che l'ha adottata come sua mossa finale come Elgin Bomb .

### Snap Powerbomb
Questa variazione vede un lottatore catturare un avversario a mezz'aria o sollevarlo in una powerbomb standard, prima di sbatterlo sul tappeto il più rapidamente possibile. È stato usato come finisher da Chris Benoit con il nome di Wild Bomb .

### Inverted Powerbomb
Conosciuto anche come Powerslam frontale invertito, questa mossa vede il lottatore attaccante affrontare un avversario piegato e applicare un girovita prima di sollevare l'avversario in modo che si trovi sulla spalla del lottatore, rivolto verso l'alto, con il lottatore che mantiene il girovita per tenere loro in posizione, noto come un backbreaker rack in testa gutwrench . Il lottatore quindi cade in avanti, in piedi o in una posizione sitout mentre lancia l'avversario in avanti, spingendolo orizzontalmente a pancia in giù nel terreno. Esiste anche una versione double underhook di questa mossa. Ron Simmons ha reso famosa la variazione in piedi, chiamandola Dominator , Bobby Lashley ha utilizzato una versione inginocchiata come finisher, mentre Yujiro Takahashirese popolare la versione sitout, chiamandola Tokyo Pimps .

### Suplex Powerbomb
Il lottatore solleva l'avversario a testa in giù come in un suplex verticale e poi spinge la parte superiore del corpo in avanti stando seduto, terminando il movimento nella stessa posizione del sitout powerbomb . Sono possibili anche versioni in avanti e in piedi. La mossa è stata inventata da Kenta Kobashi che l'ha chiamata Orange Crush . El Generico ha utilizzato la mossa con una culla a doppia pompa prima di consegnare l'Orange Crush. Jon Moxley e Roderick Strong hanno utilizzato la versione in piedi.